# Glow (telessérie)
GLOW foi uma série de televisão norte-americana de comédia criada por Liz Flahive e Carly Mensch. A série gira em torno da ficção dos personagens e golpes do circuito de Luta profissional feminina sindicada, o Gorgeous Ladies of Wrestling (ou GLOW), originalmente criado por David McLane. A primeira temporada foi lançada na Netflix em 23 de junho de 2017 e conta com 10 episódios. Em 10 de agosto de 2017, a Netflix renovou a série para uma segunda temporada de 10 episódios. Em 20 de agosto de 2018, a série foi renovada para uma terceira temporada. Em 20 de setembro de 2019 a série foi renovada para a quarta (e última) temporada. Em Fevereiro de 2020, a Netflix decidiu cancelar a série sem a quarta temporada, devido a pandemia do Covid-19.

## Premissa
Situado nos anos 1980, em Los Angeles, Ruth Wilder é uma atriz lutadora, recebe um convite para uma audição junto com outras 12 mulheres em uma promoção de luta profissional nova chamada Gorgeous Ladies of Wrestling (GLOW).

## Elenco

### Principal
- Alison Brie como Ruth "Zoya, a Destróia" Wilder[8]
- Betty Gilpin como Debbie "Liberty Belle" Eagan[9]
- Sydelle Noel como Cherry "Junkchain" Bang[10]
- Britney Young as Carmen "Machu Picchu" Wade[10]
- Marc Maron como Sam Sylvia[11]

### Recorrente
- Jackie Tohn como Melanie "Melrose" Rosen[12]
- Kate Nash comk Rhonda "Britannica" Richardson[12]
- Britt Baron como Justine "Scab" Biagi[12]
- Chris Lowell como Sebastian "Bash" Howard[13]
- Bashir Salahuddin como Keith Bang
- Rich Sommer como Mark Eagan
- Kimmy Gatewood como Stacey "Ethel Rosenblatt" Beswick[12]
- Rebekka Johnson como Dawn "Edna Rosenblatt" Rivecca[12]
- Sunita Mani comk Arthie "Beirut the Mad Bomber" Premkumar[12]
- Kia Stevens como Tammé "The Welfare Queen" Dawson[12]
- Gayle Rankin como Sheila "a Loba"[14]
- Ellen Wong como Jenny "Fortune Cookie" Chey[15]
- Marianna Palka como Reggie "Vicky the Viking" Walsh
- Alex Rich como Florian[16]
- Ravil Isyanov como Gregory
- Amy Farrington como Mallory

Além de Kia Stevens (que lutou como Awesome Kong no TNA e como Kharma na WWE) em um papel recorrente, vários lutadores profissionais fizeram cameos ao longo da temporada. Estes incluem John Morrison como Salty "The Sack" Johnson, um treinador que apareceu no primeiro episódio; Tyrus e Carlito, que interpretaram os irmãos lutadores de Carmen; Joey Ryan como um lutador conhecido como "Mr. Monopoly", e a esposa e lutadora da vida real de Ryan, Laura James, interpretou sua criada, "Crystal"; Alex Riley interpretou um lutador conhecido como "Steel Horse"; Brooke Hogan como a gerente do clube noturno Amber Fredrickson; e Christopher Daniels e Frankie Kazarian como lutadores sem nome. Hulk Hogan, Ric Flair e Gorgeous George aparecem em imagens de arquivo arquivadas nos episódios 1 e 4.

## Produção
A ideia da série veio quando Flahive e Mensch, que na época procuravam fazer uma nova série feminina, encontraram o documentário de 2012 GLOW: The Story of the Gorgeous Ladies of Wrestling. Antes dessa série, nenhuma das duas mulheres tinha ouvido falar da promoção de luta livre do GLOW e ficaram intrigadas com a premissa de produzir uma versão fictícia do programa. Ambas as mulheres achavam o enredo intrigante como uma forma de explorar as consequências do Movimento de Libertação da Mulher dos anos 1970, com o Flahive para o Rolling Stone dizendo: "Queríamos olhar para trás na década de 1970, sair do movimento das mulheres e na década de 1980 e perguntar: funcionou? As coisas melhoraram?" Para este fim, era importante para a série manter uma tensão entre se a liga estava ou não explorando as mulheres ou capacitá-las.
Ursula Hayden, proprietária da empresa GLOW, serviu como consultora de série na série e ajudou Flahive e Mensch a criar o show. Hayden também estava na promoção original da década de 1980 como Babe, a Filha do Fazendeiro.
Chavo Guerrero, Jr. da famosa família de wrestling Guerrero também serviu como consultor na série e ajudou a treinar as atrizes. Seu tio Mando Guerrero tinha servido no mesmo papel para a série original.

### Filmagens
A série foi filmada em vários locais em Los Angeles; principalmente no Vale de San Fernando. O Chavo's Boxing Gym, que é o campo de treinamento de GLOW, foi uma mistura de dois locais: o interior era um estúdio, enquanto o exterior era a parte traseira do San Fernando Masonic Lodge. O Pink Motel em Sun Valley foi usado como substituto para p The Dusty Spur Motel, os quartos de dormir do GLOW. Outros locais notáveis incluem o Mayan Theater eo Hollywood Palladium.
A produção principal na segunda temporada começou em outubro de 2017.

### Marketing
Para o mercado da Espanha, a Netflix España lançou uma série de vídeos promocionais com cantoras Marta Sánchez e Vicky Larraz. O primeiro vídeo, intitulado "No Controles", apresenta Sánchez imitando a cena do lutador imaginário de Ruth do primeiro episódio. O segundo vídeo tem Sánchez e Larraz aparecendo no ringue.
Para o mercado brasileiro, a Netflix Brasil lançou um vídeo promocional com as cantoras Gretchen e Rita Cadillac fazendo teste para o GLOW.

## Trilha sonora
A série apresenta várias músicas da década de 1980, bem como faixas das décadas de 1950, 1960 e 1970.
Canções em destaque
1. "The Warrior" por Scandal
2. "You Make Me Feel (Mighty Real)" por Sylvester
3. "Separate Ways (Worlds Apart)" por Journey
4. "Stir It Up" por Patti LaBelle
5. "The Look" por Roxette
6. "We Don't Get Along" por The Go-Go's
7. "4-3-1" por The Jetzons
8. "Every Little Bit" por Jackie James
9. "Life in a Northern Town" por The Dream Academy
10. "Movin' Out (Anthony's Song)" por Billy Joel
11. "Head Over Heels" por Tears for Fears
12. "Make That Money (Scrooge’s Song)" por Alice Cooper
13. "Rock You Like a Hurricane (regravação de 2011)" por Scorpions
14. "Ready Steady Go" por Generation X
15. "Dare" por Stan Bush
16. "Theme of Exodus" por Ernest Gold
17. "Angel" por The Jetzons
18. "Under Pressure" por Queen e David Bowie
19. "Car Wash" por Rose Royce
20. "Magic Moments" por Perry Como
21. "Things Can Only Get Better" por Howard Jones
22. "Invincible" por Pat Benatar

O cover de Quiet Riot de "Cum On Feel the Noize" foi usada para o trailer da série. As músicas cobertas pelo elenco incluem o "Hold Me Now" de Thompson Twins e "This Is One of Those Moments" de Barbra Streisand.

## Episódios
| N.º | Título                                       | Dirigido por      | Escrito por                | Lançamento          |
| --- | -------------------------------------------- | ----------------- | -------------------------- | ------------------- |
| 1 | "Pilot" "Piloto"                             | Jesse Peretz      | Liz Flahive & Carly Mensch | 23 de junho de 2017 |
| Ruth Wilder, uma atriz que se esforça para encontrar trabalho, recebe um convite para uma audição de seu agente. Ela chega a uma antiga academia de boxe, onde ela e dezenas de outras mulheres estão fazendo uma audição para o grupo Garotas Lindas da Luta-Livre (GLOW). No primeiro dia de testes, Ruth é demitida pelo diretor Sam Silvia quando suas habilidades de atuação entram em conflito com o treinamento; Seu dia piora quando sua bolsa é arrebatada por um grupo de skatistas. Com nenhum outro lugar para ir, ela começa a assistir a shows de luta profissional para desenvolver sua personalidade e retorna à academia para outro tentativa na audição. As coisas correm quando sua melhor amiga, Debbie Egan, a confronta depois de descobrir que ela teve um caso com o marido Mark. As duas lutam no ringue e inspira Silvia para manter Ruth no programa. |                                              |                   |                            |                     |
| 2 | "Slouch. Submit." "Relaxe e se Renda"        | Wendey Stanzler   | Liz Flahive & Carly Mensch | 23 de junho de 2017 |
| Durante a segunda semana de testes, Silva avalia as personalidades dos candidatos. Silvia deixa o treinamento para Cherry Bang enquanto ele sai para tentar fazer Debbie ser a estrela de seu programa. As tensões surgem no ringue quando Melrose revela o caso amoroso de Cherry com Silvia e Cherry, com um golpe mata-leão, faz Melrose desmaiar. Melrose então , durante o treinamento de Cherry, simula um aborto com uma garrafa de ketchup. Silvia usa o incidente e o caso de Ruth com Mark para fazer um brainstorm de uma história no ringue. Ruth descobre que Silvia vai fazê-la como inimiga de Debbie na história. |                                              |                   |                            |                     |
| 3 | "The Wrath of Kuntar" "A Fúria de Kuntar"    | Claire Scanlon    | Nick Jones                 | 23 de junho de 2017 |
| As meninas conhecem seu produtor Sebastian "Bash" Howard, enquanto Sam lhes entrega um roteiro para que elas trabalhem, com Ruth lendo as instruções do palco. Após a sessão de leitura do roteiro, Bash convida todos para uma festa na mansão em Malibu, com Debbie vai em seu helicóptero. Lá, Bash traz as meninas para o seu camarim para ajudá-lo a desenvolver suas personagens no ringue enquanto Ruth coloca Debbie bêbada em um táxi de volta para casa. À medida que as damas exibem suas novas roupas, Sam e Bash argumentam sobre a direção que eles querem que a promoção vá para frente. Seguindo o argumento, Sam concorda em trabalhar com a visão de Bash de dar aos truques estereotipados das meninas. As meninas passam seus testes pessoais, exceto para Ruth, que deixa Sam e Bash com clareza sobre seu personagem. |                                              |                   |                            |                     |
| 4 | "The Dusty Spur" "Centro de Treinamento"     | Melanie Mayron    | Sascha Rothchild           | 23 de junho de 2017 |
| Com cinco semanas antes de rodar o episódio piloto do GLOW, Sam e Bash anunciam que as menonas ficarão no motel The Dusty Spur em Van Nuys como parte de seu treinamento. Como Ruth se esforça para encontrar seu personagem, ela é designada para trabalhar com Sheila, a Loba. O treinamento é interrompido pelo pai de Carmen, Goliath Jackson e seus dois irmãos, que a incitam a ir para casa em vez de prosseguir uma carreira de luta livre. Depois que Goliath bate Sam, Carmen concorda em deixar o ginásio, mas Bash finge um caso com ela para convencer Goliath a deixar Carmen tomar suas próprias decisões. Tammé está preocupada com seu truque da "Rainha do Bem-Estar", mas Sam tem assistido seus antigos filmes de exploração para serem inspirados. Enquanto isso, Ruth entra em discussão com Sheila depois de descobrir um esquilo morto na cama enquanto Debbie se muda para o motel depois de outra disputa com Mark. |                                              |                   |                            |                     |
| 5 | "Debbie Does Something" "Debbie Manda Ver"   | Phil Abraham      | Rachel Shukert             | 23 de junho de 2017 |
| Quando as senhoras continuam seu treinamento, Sam e Bash têm uma reunião com o executivo da KDTV, Glen Klitnick, que oferece ao GLOW um horário de verão sabado de sábado e um potencial patrocinador sob a forma de cadeia de estilo de vida indoor/outdoor Patio Town. Debbie tem seus pais cuidar de seu filho enquanto ela continua seu treinamento. Dawn e Stacey passam a noite fazendo chamadas de brincadeira a todos no motel, enquanto Justine é fortemente atraída pelo garoto Billy Offal. Ruth e Rhonda viajam para o novo Calabasas da Cidade do Pátio para se encontrar com o CEO Patrick O'Towne, que declina patrocinar o GLOW até que Sam o convença a reconsiderar organizando uma vinheta com Ruth durante a cerimônia de corte de fita. É aqui que Ruth desenvolve seu truque soviético, mas logo percebe o caso de Sam com Rhonda. Enquanto isso, Melrose junta-se a Debbie e Carmen para assistir a um show de luta local, onde Debbie descobre a fina linha entre o wrestling e as novelas. |                                              |                   |                            |                     |
| 6 | "This Is One of Those Moments" "Guerra Fria" | Kate Dennis       | Jenji Kohan                | 23 de junho de 2017 |
| Sam convida em Ruth e Debbie no início da manhã na academia para construí-los como principais eventos. Ruth vende uma ideia para a partida, mas Debbie sai, ainda se recusa a trabalhar com seu ex-melhor amigo. Para desenvolver ainda mais seu personagem, Ruth pede ajuda de Gregory, gerente russo do motel, que a leva a uma festa familiar, História dos judeus na Rússia. Quando Michael, o celebrante bris, ouve Ruth falando sobre Yentl, ele pede que ela cante uma das músicas Barbra Streisand. Enquanto isso, Debbie está tendo dificuldade em tramar as revistas, enquanto Justine confronta Sam sobre ele usando o GLOW como seu sofá de cinema. Depois de muito convincente por Sam, Debbie finalmente decide iniciar um programa com Ruth. Mais tarde naquela noite, Justine aparece no escritório de Sam e rouba sua câmera. |                                              |                   |                            |                     |
| 7 | "Live Studio Audience" "Ao Vivo"             | Jesse Peretz      | Rachel Shukert             | 23 de junho de 2017 |
| À medida que as meninas se preparam para o seu primeiro show na sexta-feira, Sam e Bash argumentam sobre os custos de produção, especialmente depois que a câmera de Sam foi roubada. Para fazer o melhor evento principal possível, Ruth e Debbie começam a treinar com os irmãos de Carmen. Enquanto isso, Sam descobre que Rhonda encontrou sua câmera em seu armário, mas ele sabe que Justine estava tentando enquadrá-la. Na noite do show, Carmen experimenta medo de palco e passa depois de sair do ginásio. A partida da equipe de tag agendada vai mal quando Dawn e Stacey usam roupas do Ku Klux Klan no ringue. Depois de chegar, Carmen descobre que Bash foi cortado financeiramente por sua mãe depois de gastar mais de US$ 600.000 no desenvolvimento do GLOW. O treinamento de Debbie e Ruth compensa quando ambos superam a multidão em seu evento principal, mas Debbie de repente sai do jogo quando vê Mark e discute com ele nos bastidores antes de entregar os papéis do divórcio. Rhonda salva o show fazendo as outras mulheres tocarem com ela no ringue. |                                              |                   |                            |                     |
| 8 | "Maybe It’s All the Disco" "Culpa da Balada" | Sian Heder        | Nick Jones                 | 23 de junho de 2017 |
| Sam leva Ruth a um teatro temático maia como um local potencial para o próximo show do GLOW. Mark admite a Debbie que ele nunca quis servir o papel do divórcio para ela e que ele está tomando sessões de terapia para ajudar a consertar seu casamento. Enquanto isso, as damas celebram o aniversário de Sheila, levando-a para uma discoteca de rolo, Rhonda quebra com Sam, e Ruth sofreu secretamente um aborto depois que seu teste de gravidez é positivo. |                                              |                   |                            |                     |
| 9 | "The Liberal Chokehold" "Mata-Leão Liberado" | Lynn Shelton      | Liz Flahive & Carly Mensch | 23 de junho de 2017 |
| Enquanto a maior parte da América está focada no sequestro do Voo TWA 847, os executivos da KDTV apresentam Sam e Bash o intervalo de tempo para o GLOW, mas Sam descobre que Bash está amarrado por dinheiro. A fim de aumentar os US$ 9.000 para garantir o local, as senhoras recebem um banho de biquíni no motel. Quando eles coletam apenas US$ 287 e mudam de sua lavagem de carro, Bash leva-os ao evento de caridade antidrogas de sua mãe para falar como antigos toxicodependentes usando wrestling como uma ferramenta de reforma. Seu ato convence a mãe de Bash para permitir que eles usem seu salão de baile no Hayworth Hotel. Enquanto isso, depois de confiar com Justine sobre seus projetos falhados, Sam descobre que ela é sua filha ilegítima. |                                              |                   |                            |                     |
| 10 | "Money’s in the Chase" "Tudo pela Audiência" | Tristram Shapeero | Liz Flahive & Carly Mensch | 23 de junho de 2017 |
| À medida que as damas embalam para o Hayworth, um bêbado Sam volta ao motel para tentar consertar as coisas com Justine, enquanto Debbie se afasta de Mark. Ruth se encarrega do evento. Com quase nenhuma participação no salão de baile, Tammé, Melrose e Sheila pagam vários espectadores do outro lado da rua para assistir seu show. Glen informa Cherry que ela assumiu o papel principal na próxima série de drama da polícia da estação, mas ela tem que sair do GLOW no processo. A partida de abertura está fora de controle quando a multidão não aceita gentilmente o truque de "Beirut the Mad Bomber" de Arthie e Rhonda é atingido na cabeça com uma lata de cerveja jogada por um membro da audiência. Sam vê Debbie e Mark na platéia e a chama de quitter. Carmen supera seu palco quando seu pai e seus irmãos começam a torcer por ela. O evento principal é uma partida de equipe de tag com Ruth e Jenny derrotando Dawn e Stacey, apenas para Ruth cruzar Jenny e puxá-la para ganhar a Coroa GLOW. Sua coroação é de repente interrompida quando Debbie a desafia a uma partida. Debbie termina com Ruth com um corpo cruzado voador para se tornar o Campeão do GLOW. Tammé, no entanto, rouba a Coroa como parte do plano de Sam para continuar o enredo. |                                              |                   |                            |                     |